# Saraçhane
Saraçhane est un quartier d'Istanbul du district de Fatih, où se trouvent les vestiges de la grande église Saint-Polyeucte, fouillée de 1964 à 1969 par Martin Harrison et Nezih Fıratlı.